# التينة (الحيمة الخارجية)

تعديل مصدري - تعديل

التينة هي إحدى قرى عزلة وهبي بمديرية الحيمة الخارجية التابعة لمحافظة صنعاء، بلغ تعداد سكانها 119 نسمة حسب تعداد اليمن لعام 2004.